# Ramin Djawadi
Ramin Djawadi (persisk: رامین جوادی, født 19 juli, 1974) er en iransk-tysk komponist af filmmusik. Han er kendt for sine kompositioner til Marvel-filmen Iron Man i 2008 og HBO-serien Game of Thrones, som begge blev nomineret til Grammy Awards i henholdsvis 2009 og 2018. Han har også komponeret til film som Clash of the Titans, Pacific Rim, Warcraft og A Wrinkle in Time, og for tv-serier inklusive Game of Thrones, Prison Break, Person of Interest, Jack Ryan og Westworld. Han vandt to Emmy-priser for Game of Thrones, i 2018 for episoden "The Dragon and the Wolf" og i 2019 for "The Long Night".

## Tidlige liv
Djawadi blev født i Duisburg, Vesttyskland, til en iransk far og en tysk mor, og studerede ved Berklee College of Music.

## Karriere
Djawadi graduerede fra Berklee College of Music i 1998, og fik derefter Hans Zimmers opmærksomhed, der rekrutterede ham til Remote Control Productions. Djawadi flyttede til Los Angeles og arbejdede som assistent for Klaus Badelt. Derefter lavede han yderligere musik og kompositioner til Badelt og Zimmer-film, såsom Pirates of the Caribbean: The Curse of the Black Pearl, The Time Machine og den Oscarnominerede film Something's Gotta Give. Han komponerede også musikken til System Shock 2 (1999). I 2003 komponerede han og Badelt musikken til Beat the Drum.
I 2004 arbejdede Djawadi på egen hånd med Blade: Trinity, og samarbejdede med RZA for instruktøren David S. Goyer. Dette var begyndelsen på hans forhold til Goyer i både film og tv. Året efter fortsatte Djawadi med at lave yderligere musik med Zimmer i film som Batman Begins og The Island, som var sidste gang han samarbejdede i baggrunden af en anden komponist. Samme år komponerede han også de Emmy-nominerede intromusik og kompositioner til Prison Break og spin-off'en Breakout Kings.
Djawadi komponerede i 2006 musikken for sit første samarbejde med Sony Animation, Open Season (dansk: Boog & Elliot - vilde venner) samt efterfølgeren Open Season 2 (dansk: Boog & Elliot: Vilde venner mos husdyrene) fra 2008. Djawadis æteriske lydprofil til filmen Mr. Brooks (2007) gav ham en nominering ved World Soundtrack Award. Hans andre kompositioner inkluderer Deception med Hugh Jackman og Ewan McGregor, Robert Townes Ask the Dust, og Iron Man, som var en kommerciel succes med globale indtægter på 585,2 millioner dollars. Djawadi blev nomineret til en Grammy Award for Best Score Soundtrack for Visual Media for sit arbejde med Iron Man. Djawadis arbejde i computer-animerede film (Open Season og Open Season 2) tiltrak filmskaberne fra nWave, der skabte en af de første animerede film i 3D, Fly Me to the Moon.
Djawadi skrev lydprofilen for Goyers horror-thriller The Unborn (2009), produceret af Michael Bay. Djawadi samarbejdede også med Goyer om tv-showet FlashForward det år og gav ham sin anden Emmy- nominering.
I 2010 afsluttede Djawadi Warner Brothers' Clash of the Titans. Samme år komponerede han også lydsporet til videospillet Medal of Honor.
I 2011 blev han valgt til at komponere HBO's fantasidrama Game of Thrones. Hans fortsatte arbejde med Game of Thrones har skaffet ham adskillige branchepriser og anerkendelse, inklusive en Primetime Emmy Award for Outstanding Music Composition for a Series i september 2018 for afsnittet "The Dragon and the Wolf". For sit arbejde i 7. sæson af serien blev han også nomineret til Grammy Award for Best Score Soundtrack for Visual Media. Dette var hans anden nominering i denne kategori, efter at han blev nomineret for Iron Man i 2009. I 2011 arbejdede han også på CBS-krimidramaet Person of Interest.
I 2013 komponerede Djawadi til science fiction-filmen Pacific Rim. Han komponerede også til FX's vampyrdrama The Strain, skabt af Pacific Rim- instruktøren Guillermo del Toro.
I 2016 komponerede Djawadi musikken til fantasifilmen Warcraft og HBO science fiction-serien Westworld. Samme år komponerede Djawadi partituret til fantasy action-monsterfilmen The Great Wall.
Djawadi scorede Dronningens Corgi, en animationsfilm instrueret af hans hyppige samarbejdspartner Ben Stassen. Han skrev "Hollow Crown" sammen med Ellie Goulding i For the Throne: Music Inspired by the HBO Series Game of Thrones. I 2019 vandt han sin anden Emmy Award i træk for Game of Thrones-episoden "The Long Night".
Han modtog en tredje Grammy-nominering i sin karriere for sit arbejde i Game of Thrones (sæson 8).
Djawadi blevet hyret for at lave musikken til 2020-filmen The Eternals. Djawadi komponerede også musik til traileren til Magic: The Gathering: Theros Beyond Death, et kortspil. Djawadi samskabte musik med Brandon Campbell til den anden episode af Apple TV+'s serie 'Amazing Stories' med titlen "The Heat".

## Privat
Djawadi er gift med Jennifer Hawks, leder af musik i filmindustrien. De er forældre til tvillinger. Ifølge Djawadi har han den sensoriske tilstand kendt som synæstesi, hvorved han kan "forbinde farver med musik eller musik med farver", og det giver ham mulighed for at visualisere musik.

## Værker og priser
Djawadi har komponeret og produceret over 100 lydspor og filmlyd til både film og tv. Hans mest kendte værk er titelmelodien til HBO's serie, Game of Thrones, sammen med andre tv-shows som Prison Break, Person of Interest, Jack Ryan og Westworld. Han er også kendt for lyd til film som Pacific Rim, Iron Man og Warcraft.